# 联合国创始会员国
联合国会员国由 193 个主权国家组成。联合国是世界上最大的政府间组织。所有会员国在联合国大会中享有平等的代表权。

## 创始会员国
||1945年10月24日||||，联合国安全理事会五个常任理事国（中华民国、法国、苏联、英国和美国）和其他大多数签署国批准了《联合国宪章》，联合国正式成立。  当年共有51个创始会员国（或原始会员国）加入；其中50个会员国于||1945年6月26日||在旧金山举行的联合国国际组织会议上签署了《宪章》，而未派代表出席会议的波兰则于||1945年10月15日||签署了《宪章》。  
联合国最初的会员国是法国（当时的临时政府）、苏联、中国（当时的中华民国）、英国、美国--这前五个国家组成安全理事会--阿根廷、澳大利亚、比利时、玻利维亚、巴西（当时的瓦加斯时代巴西）、白俄罗斯（当时的白俄罗斯苏维埃社会主义共和国）、加拿大、智利（当时是 1925-73 年总统制共和国）、哥伦比亚、哥斯达黎加、古巴（当时是 1902-59 年共和国）、捷克斯洛伐克（当时是第三共和国）、丹麦、多米尼加共和国、厄瓜多尔、埃及（当时是埃及王国）、萨尔瓦多、埃塞俄比亚（当时是埃塞俄比亚帝国）、希腊（当时是希腊王国）、危地马拉、海地（当时为 1859-1957 年共和国）、洪都拉斯、印度（当时为英王 国）、伊朗（当时为伊朗帝国）、伊拉克（当时为伊拉克王国）、黎巴嫩、利比里 亚、卢森堡、墨西哥、荷兰、新西兰（当时为新西兰领地）、尼加拉瓜、挪威、巴拿 马、巴拉圭、秘鲁、菲律宾（当时为英联邦）、荷兰（当时为荷兰王国）、挪威、巴拿 马、巴拉圭、秘鲁、菲律宾（当时为英联邦）、菲律宾（当时为英联邦）、波兰（当时为民族团结临时政府）、沙特阿拉伯、南非（当时为南非联邦）、叙利亚（当时为委任统治共和国）、土耳其、乌克兰（当时为乌克兰苏维埃社会主义共和国）、乌拉圭、委内瑞拉和南斯拉夫（当时为南斯拉夫民主联盟共和国）。 
在创始会员国中，49个国家仍是联合国会员国，或其联合国会员国资格由继承国延续（见下表）；例如，苏联解体后，其会员国资格由俄罗斯联邦延续（见 "前会员国：苏维埃社会主义共和国联盟 "部分）。另外两个创始会员国捷克斯洛伐克和南斯拉夫（即南斯拉夫社会主义联邦共和国）已经解体，其联合国会员国资格没有任何一个继承国从 1992 年起继续保留（见 "前会员国：捷克斯洛伐克 "和 "前会员国：南斯拉夫社会主义联邦共和国 "部分）：前成员国：捷克斯洛伐克和前成员国：南斯拉夫）：南斯拉夫）。 
联合国成立之初，中国在联合国的席位由中华民国拥有，但根据 1971 年联合国大会第 2758 号决议，该席位现由中华人民共和国拥有：中华民国（台湾））。
一些原始成员国在加入联合国时还没有主权，后来才获得完全独立：
- 白俄罗斯（当时为白俄罗斯苏维埃社会主义共和国）和乌克兰（当时为乌克兰苏维埃社会主义共和国）都曾是苏联的加盟共和国，直到 1991 年才获得完全独立。
- 印度（在印度分裂之前，其领土还包括今天的巴基斯坦和孟加拉国）在 1947 年获得完全独立之前一直处于英国殖民统治之下。
- 在 1946 年获得完全独立之前，菲律宾（当时的菲律宾联邦）一直是美国的联邦。
- 新西兰虽然在当时是事实上的主权国家，但 "直到 1947 年通过《威斯敏斯特采纳法》时，才完全有能力与其他国家建立关系。这是在英国议会于 1931 年通过承认新西兰自治权的《威斯敏斯特法规法》16 年之后发生的。如果按照《蒙得维的亚公约》的标准来判断，新西兰直到 1947 年才获得法律上的完全国家地位。  然而，联合国认为新西兰在||1945年联合国成立时就已经独立。 [5][4]

| 会员国       | 英文名称                                             | 时间                                                  | 备注                                    |
| ------------ | ---------------------------------------------------- | ----------------------------------------------------- | --------------------------------------- |
| 阿根廷       | Argentina                                            | 1945年10月24日                                        |                                         |
| 白俄羅斯     | Belarus                                              | 1945年10月24日                                        | 前成员国： 白俄罗斯苏维埃社会主义共和国 |
| 巴西         | Brazil                                               | 1945年10月24日                                        |                                         |
| 智利         | Chile                                                | 1945年10月24日                                        |                                         |
| 古巴         | Cuba                                                 | 1945年10月24日                                        | 前成员国： 古巴                         |
| 丹麦         | Denmark                                              | 1945年10月24日                                        |                                         |
|              | Dominican Republic                                   | 1945年10月24日                                        |                                         |
| 埃及         | Egypt                                                | 1945年10月24日                                        |                                         |
| 薩爾瓦多     | El Salvador                                          | 1945年10月24日                                        |                                         |
| 法國         | France                                               | 1945年10月24日                                        |                                         |
| 海地         | Haiti                                                | 1945年10月24日                                        |                                         |
| 伊朗         | Iran (Islamic Republic of)                           | 1945年10月24日                                        |                                         |
| 黎巴嫩       | Lebanon                                              | 1945年10月24日                                        |                                         |
| 盧森堡       | Luxembourg                                           | 1945年10月24日                                        |                                         |
| 新西兰       | New Zealand                                          | 1945年10月24日                                        |                                         |
| 尼加拉瓜     | Nicaragua                                            | 1945年10月24日                                        |                                         |
| 巴拉圭       | Paraguay                                             | 1945年10月24日                                        |                                         |
| 菲律賓       | Philippines                                          | 1945年10月24日                                        |                                         |
| 波蘭         | Poland                                               | 1945年10月24日                                        |                                         |
| 俄羅斯       | Russian Federation                                   | 1945年10月24日                                        | 前成员国： 苏联                         |
| 沙烏地阿拉伯 | Saudi Arabia                                         | 1945年10月24日                                        |                                         |
| 叙利亚       | Syrian Arab Republic                                 | 1945年10月24日                                        |                                         |
| 土耳其       | Türkiye                                              | 1945年10月24日                                        |                                         |
| 乌克兰       | Ukraine                                              | 1945年10月24日                                        | 前成员国： 乌克兰苏维埃社会主义共和国   |
| 英国         | United Kingdom of Great Britain and Northern Ireland | 1945年10月24日                                        |                                         |
| 美国         | United States of America                             | 1945年10月24日                                        |                                         |
| 中國         | China                                                | 1945年10月24日 1971年10月25日(聯合國大會第2758號決議) | 1945年－1971年由 中華民國代表“中国”     |
| 希腊         | Greece                                               | 1945年10月25日                                        |                                         |
| 印度         | India                                                | 1945年10月30日                                        |                                         |
| 秘魯         | Peru                                                 | 1945年10月31日                                        |                                         |
|              | Australia                                            | 1945年11月1日                                         |                                         |
|              | Costa Rica                                           | 1945年11月2日                                         |                                         |
| 利比里亚     | Liberia                                              | 1945年11月2日                                         |                                         |
| 哥伦比亚     | Colombia                                             | 1945年11月5日                                         |                                         |
| 墨西哥       | Mexico                                               | 1945年11月7日                                         |                                         |
| 南非         | South Africa                                         | 1945年11月7日                                         |                                         |
| 加拿大       | Canada                                               | 1945年11月9日                                         |                                         |
| 衣索比亞     | Ethiopia                                             | 1945年11月13日                                        |                                         |
| 巴拿马       | Panama                                               | 1945年11月13日                                        |                                         |
| 玻利维亚     | Bolivia (Plurinational State of)                     | 1945年11月14日                                        |                                         |
| 委內瑞拉     | Venezuela (Bolivarian Republic of)                   | 1945年11月15日                                        |                                         |
|              | Guatemala                                            | 1945年11月21日                                        |                                         |
| 挪威         | Norway                                               | 1945年11月27日                                        |                                         |
| 荷蘭         | Netherlands                                          | 1945年12月10日                                        |                                         |
|              | Honduras                                             | 1945年12月17日                                        |                                         |
| 乌拉圭       | Uruguay                                              | 1945年12月18日                                        |                                         |
|              | Ecuador                                              | 1945年12月21日                                        |                                         |
| 伊拉克       | Iraq                                                 | 1945年12月21日                                        |                                         |
| 比利时       | Belgium                                              | 1945年12月27日                                        |                                         |